# École centrale de Paris
École centrale de Paris (ECP, anterior École Centrale des Arts et Manufactures, Școala Centrală din Paris), fondată în 1829, este o universitate tehnică de stat din Paris (Franța) .

## Secții
- Master

Domeniu: Inginerie 
- Doctorat

Domeniu: Inginerie Mecanică, Inginerie Civilă, Inginerie Electrică, Automatică, Tehnologia Informației, Procesare de semnal, Microelectronică, Nanotehnologie, Acustică, Telecomunicație
- Mastère Spécialisé
- MOOC[3].

## Absolvenți celebri
- Louis Blériot, aviator francez, inventator și inginer
- Vintilă I. C. Brătianu, prim-ministru al României în perioada 1927-1928
- Grigore Cerchez, inginer civil, profesor și arhitect român
- Alexandre Gustave Eiffel, inginer francez

## Profesori celebri
- Jacques Hadamard, matematician francez
- Eugène Péclet, fizician francez